# Agelaius phoeniceus
Agelaius phoeniceus là một loài chim trong họ Icteridae.

## Hình ảnh

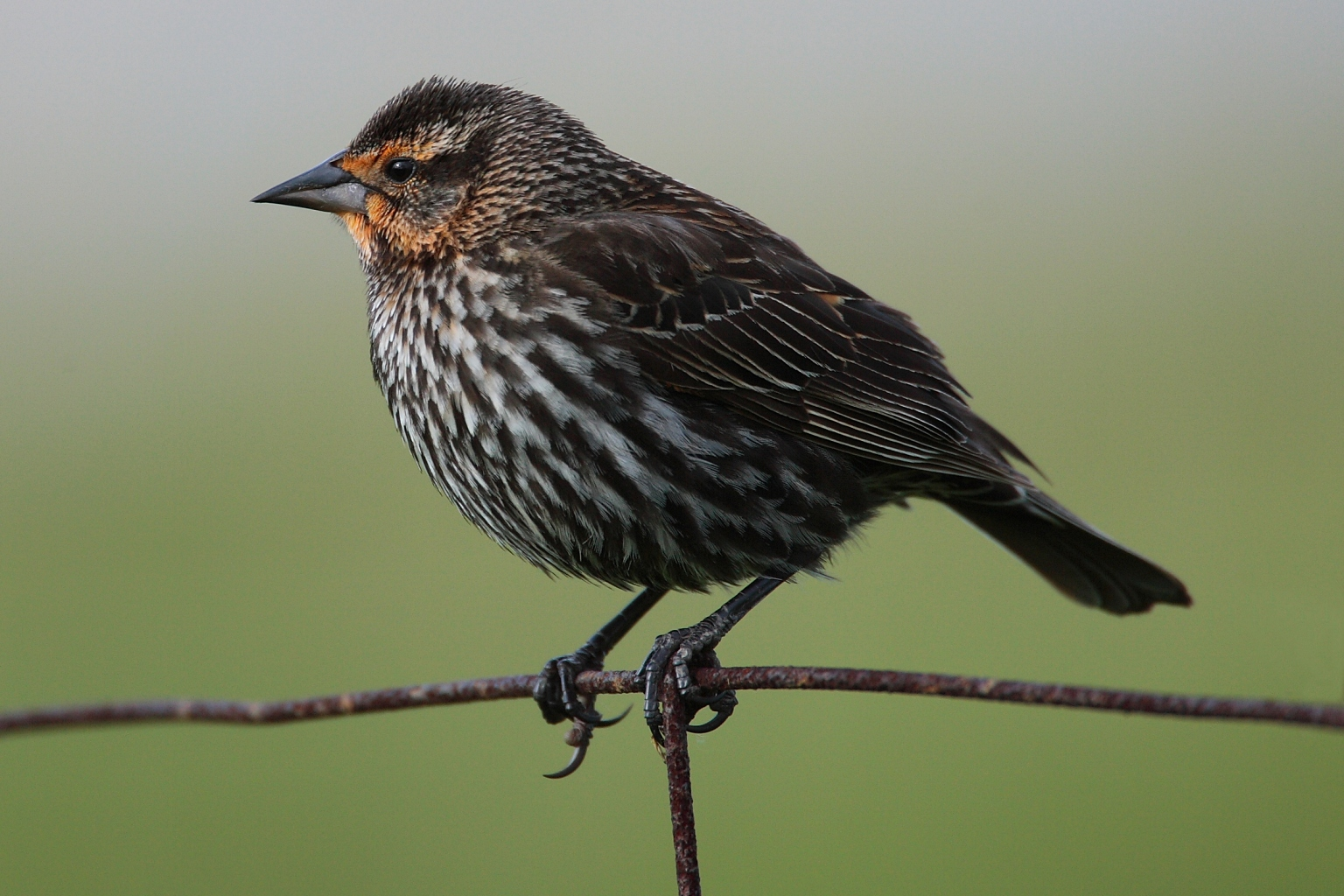
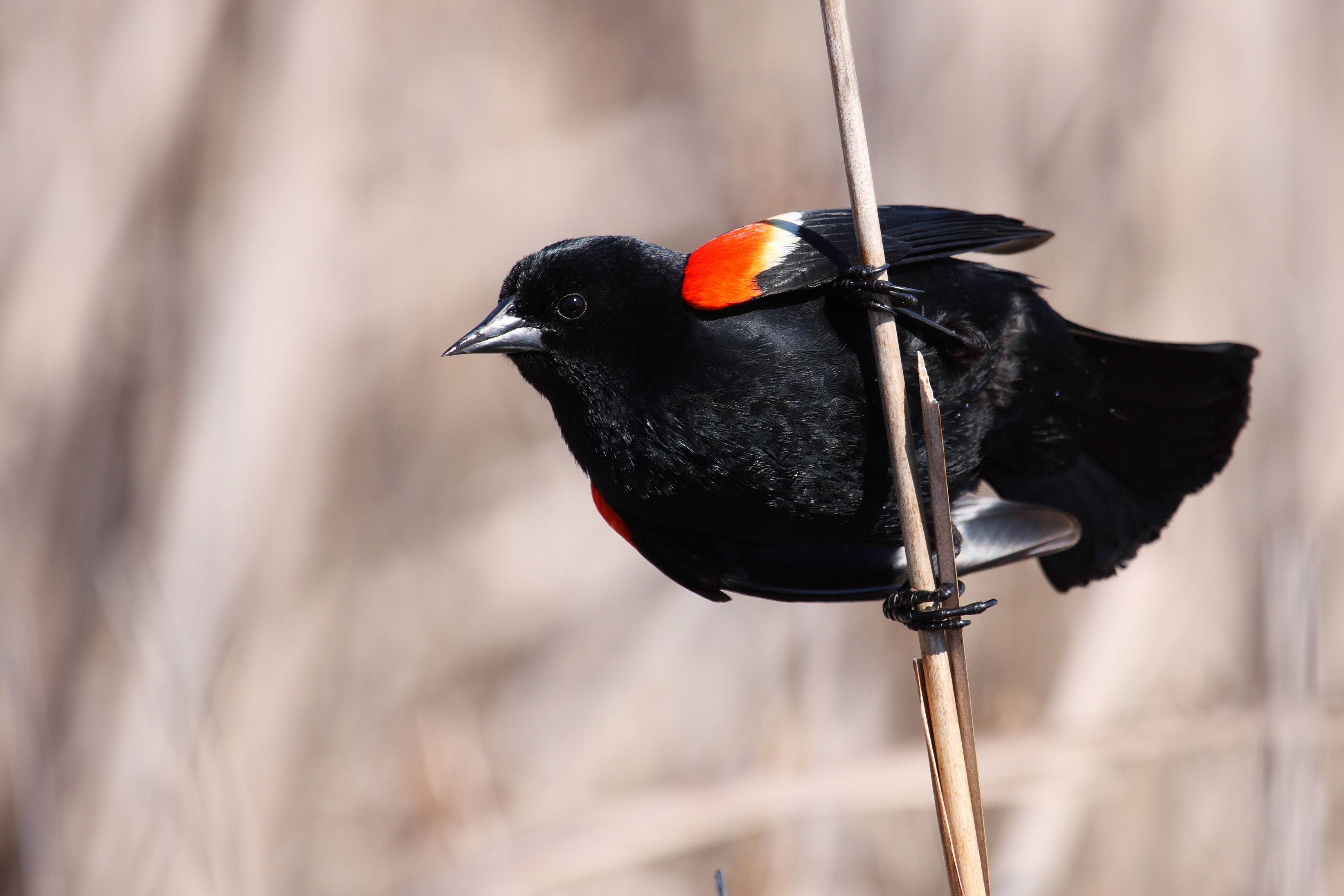
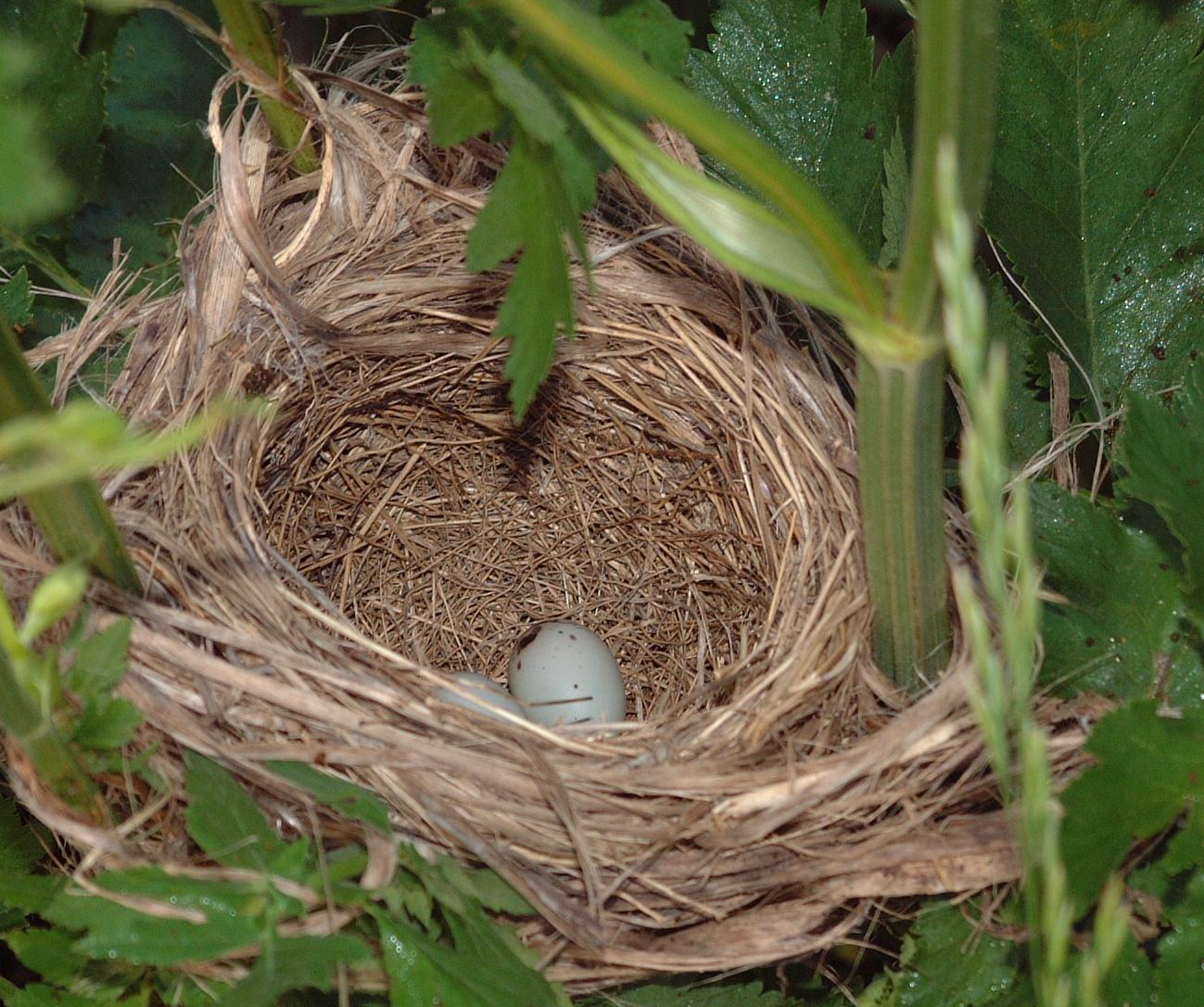
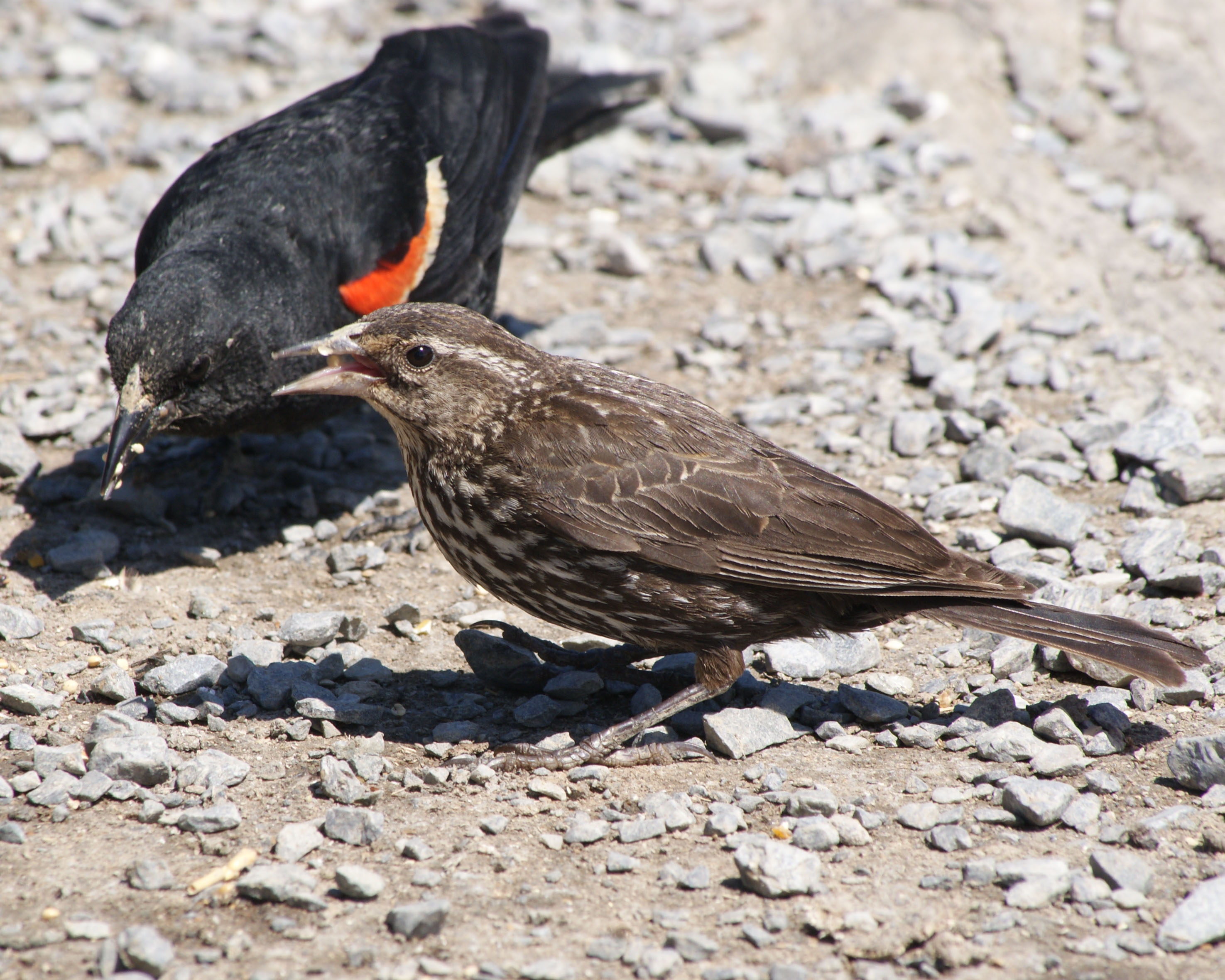
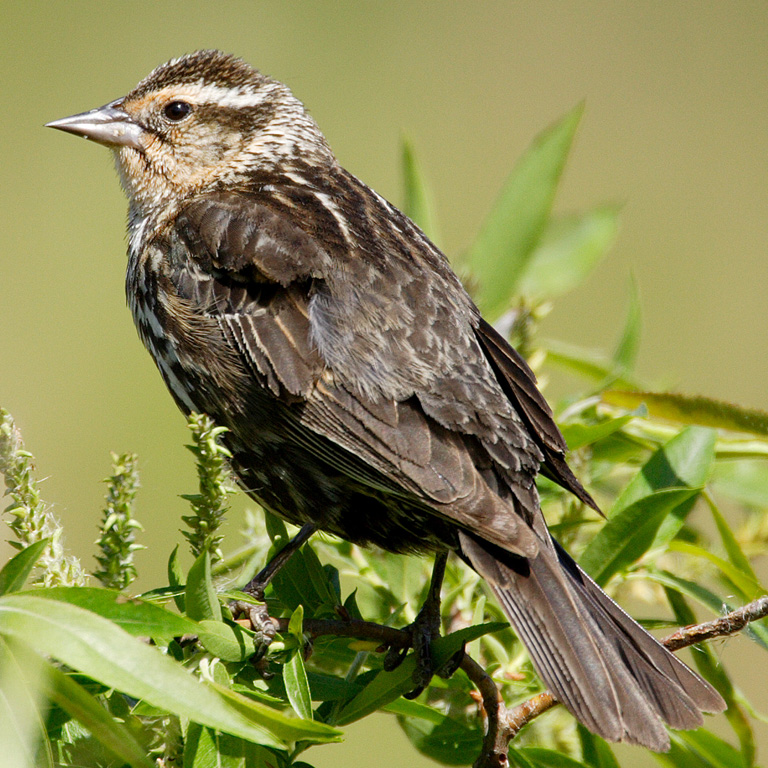
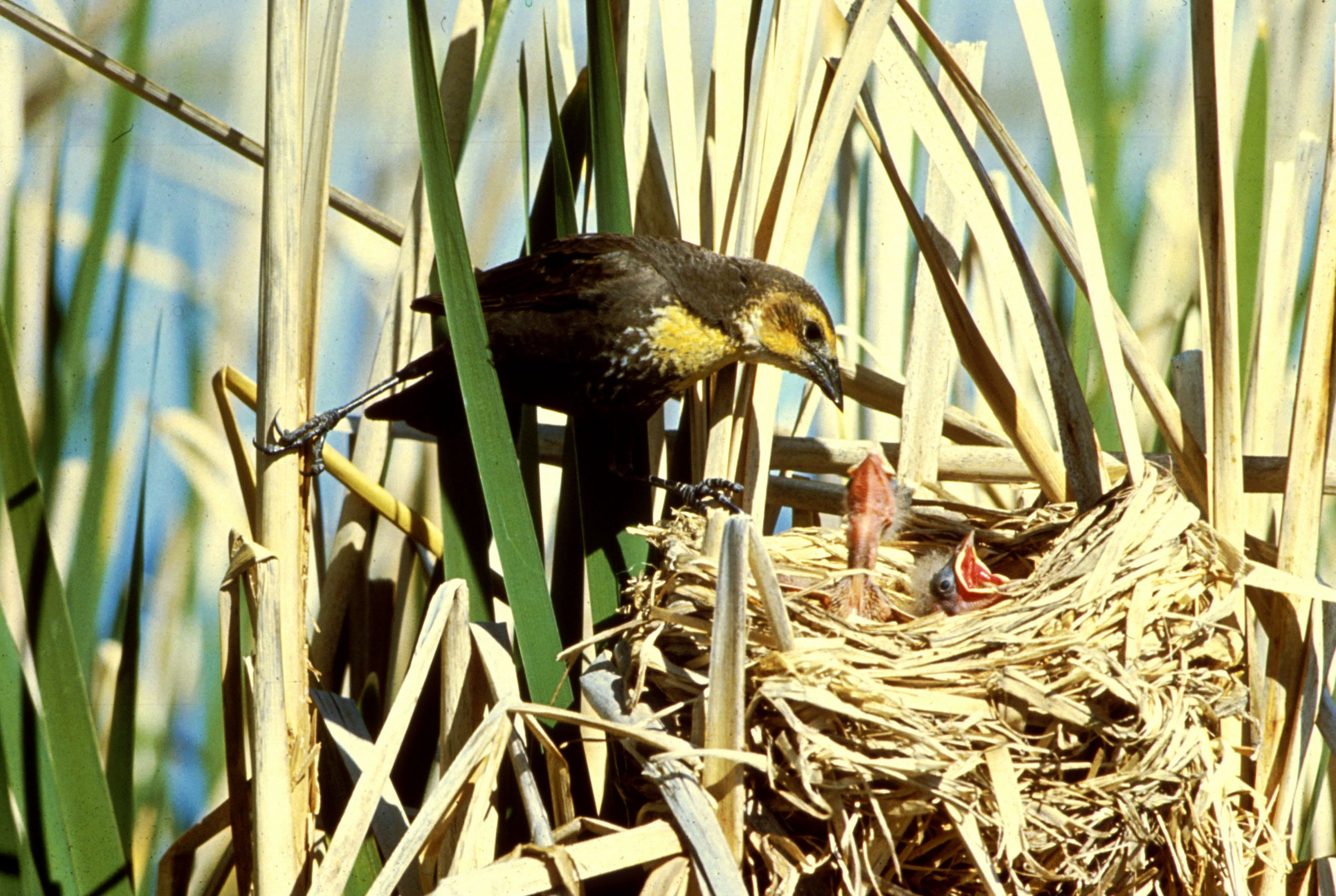
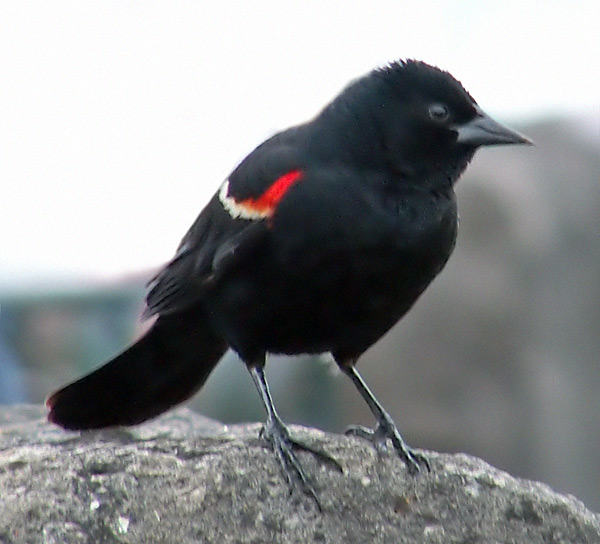